# 20394 Fatou
20394 Fatou este un asteroid din centura principală de asteroizi.

## Descriere
20394 Fatou este un asteroid din centura principală de asteroizi. A fost descoperit pe 28 iunie 1998 la Prescott (Arizona) de Paul G. Comba. Asteroidul prezintă o orbită caracterizată de o semiaxă mare de 3,13 ua, o excentricitate de 0,14 și o înclinație de 6,7° în raport cu ecliptica.